# Міжнародний день арабської мови
Міжнародний день арабської мови або День арабської мови в ООН (араб. اليوم العالمي للغة العربية) (англ. UN Arabic Language Day) — свято, що відзначається щорічно 18 грудня.
Свято «День арабської мови в ООН» було засновано ООН недавно — лише в 2010 році для святкування багатомовності та культурного різноманіття, а також для сприяння рівноправному використанню всіх шести офіційних мов ООН..
Дата 18 грудня для цього свята вибрана, як день ухвалення в 1973 році рішення про включення арабської мови в число офіційних і робочих мов ООН (входить до числа шести робочих мов ООН), а також є офіційною мовою значної кількості міжнародних організацій..
У 2012 році за пропозицією Марокко, Саудовскої Аравії і Ливії 190-й сесією Виконавчої ради ЮНЕСКО цей день був ухвалений як всесвітній день арабської мови.